# 마이클 래드퍼드

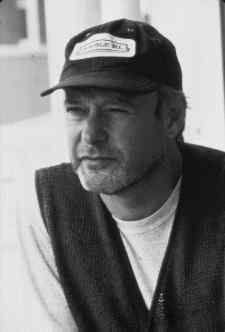
마이클 래드퍼드

마이클 래드퍼드(Michael Radford, 1946년 2월 24일 ~ )은 잉글랜드의 영화 감독이다.